# Nucleosol
Con il termine nucleosol si va a definire l'ambiente acquoso che si trova all'interno del nucleo di una cellula. 
Il nucleosol è la porzione liquida e solubile del nucleoplasma, che è una matrice gelatinosa presente all'interno del nucleo.